# Les Bretonnes au pardon
Les Bretonnes au pardon est un tableau peint par Pascal Dagnan-Bouveret en 1887. Il mesure 125,1 cm de haut sur 141,1 cm de large. Il est conservé au musée Calouste-Gulbenkian à Lisbonne. Il représente une scène de pardon breton à Rumengol.
L'artiste présente ce portrait au Salon des artistes français en 1887.